# Gregory Searle
Gregory Mark Pascoe Searle (Ashford, 20 maart 1972) is een Brits voormalig roeier. Hij debuteerde op de wereldkampioenschappen roeien 1990 met een vierde plaats in de acht. Samen met zijn broer Jonathan Searle nam hij deel aan de Olympische Zomerspelen 1992 in de twee-met-stuurman, met als stuurman Garry Herbert. Samen wonnen ze de olympische titel door de broers Carmine en Giuseppe Abbagnale te verslaan. Na afloop van de Olympische Zomerspelen 1992 werd de twee-met-stuurman geschrapt van het olympische programma.
Tijdens de wereldkampioenschappen roeien 1993 werd Searle wederom met zijn broer en Herbert wereldkampioen in de twee-met-stuurman. Op de wereldkampioenschappen roeien 1994 en wereldkampioenschappen roeien 1995 kwam Searle met zijn broer uit in de vier-zonder en wonnen de twee op beide kampioenschappen medailles. Op de Olympische Zomerspelen 1996 wonnen de broers Searle in de vier-zonder-stuurman de bronzen medaille. Op de wereldkampioenschappen roeien 1997 won Searle de bronzen medaille in de skiff. Hij nam samen met Ed Coode deel aan de Olympische Zomerspelen 2000 in de twee-zonder en werd daarop vierde.
Op 38-jarige leeftijd maakte Searle weer zijn opwachting op het wereldkampioenschappen roeien 2010 en won de zilveren medaille in de acht. Deze prestatie evenaarde hij tijdens de wereldkampioenschappen roeien 2011. Searle beëindigde zijn carrière in de boot waarin hij begon, de acht. Hierin won hij op de Olympische Zomerspelen 2012 de bronzen medaille.

## Resultaten
- Wereldkampioenschappen roeien 1990 in Barrington 4e in de acht
- Wereldkampioenschappen roeien 1991 in Wenen  in de acht
- Olympische Zomerspelen 1992 in Barcelona  in de twee-met-stuurman
- Wereldkampioenschappen roeien 1993 in Račice  in de twee-met-stuurman
- Wereldkampioenschappen roeien 1994 in Indianapolis  in de vier-zonder
- Wereldkampioenschappen roeien 1995 in Tampere  in de vier-zonder
- Olympische Zomerspelen 1996 in Atlanta  in de vier-zonder
- Wereldkampioenschappen roeien 1997 in Aiguebelette-le-Lac  in de skiff
- Wereldkampioenschappen roeien 1998 in Keulen 5e in de skiff
- Wereldkampioenschappen roeien 1999 in St. Catharines 14e in de skiff
- Olympische Zomerspelen 2000 in Sydney 4e in de twee-zonder
- Wereldkampioenschappen roeien 2010 in Cambridge  in de acht
- Wereldkampioenschappen roeien 2011 in Bled  in de acht
- Olympische Zomerspelen 2012 in Londen  in de acht

1900: François Brandt & Roelof Klein ·
1920: Ercole Olgeni & Giovanni Scatturin & Guido de Filip ·
1924: Édouard Candeveau & Alfred Felber & Émile Lachapelle ·
1928: Hans Schöchlin & Karl Schöchlin & Hans Bourquin ·
1932: Joseph Schauers & Charles Kieffer & Edward Jennings ·
1936: Gerhard Gustmann & Herbert Adamski & Dieter Arend ·
1948: Finn Pedersen & Tage Henriksen & Carl Ebbe Andersen ·
1952: Raymond Salles & Gaston Mercier & Bernard Malivoire ·
1956: Arthur Ayrault & Conn Findlay & Armin Kurt Seiffert ·
1960: Bernhard Knubel & Heinz Renneberg & Klaus Zerta ·
1964: Edward Ferry & Conn Findlay & Henry Kent Mitchell ·
1968: Primo Baran & Renzo Sambo & Bruno Cipolla ·
1972: Wolfgang Gunkel & Jörg Lucke & Klaus-Dieter Neubert ·
1976: Harald Jährling & Friedrich-Wilhelm Ulrich & Georg Spohr ·
1980: Harald Jährling & Friedrich-Wilhelm Ulrich & Georg Spohr ·
1984: Carmine Abbagnale & Giuseppe Abbagnale & Giuseppe Di Capua ·
1988: Carmine Abbagnale & Giuseppe Abbagnale & Giuseppe Di Capua ·
1992: Jonathan Searle & Gregory Searle & Garry Herbert
- Library of Congress Control Number: nb2013009913
- Virtual International Authority File: 302661203
- WorldCat: E39PBJxCwvB3b6pYtfXJttGfv3